# Amphipolis
Amphipolis (łac. Dioecesis Amphipolitanus) – stolica historycznej diecezji w Cesarstwie Rzymskim (prowincja Macedonia Secunda), współcześnie w Grecji. Obecnie jest katolickim biskupstwem tytularnym (wakującym od 1981).

## Biskupi tytularni
| Lp. | Biskup                | Funkcja                              | Od               | Do               |
| --- | --------------------- | ------------------------------------ | ---------------- | ---------------- |
| 1   | Edward Vincent Dargin | biskup pomocniczy Nowego Jorku (USA) | 25 sierpnia 1953 | 20 kwietnia 1981 |